# Abacena accincta
Abacena accincta je vrsta moljaca iz porodice Erebidae. Ova vrsta naseljava Južnu i Srednju Ameriku. Nalazi se u Francuskoj Gvajani, Kostariki i Brazilu.

## Spoljašnje veze
- images at Boldsystems.org